# Maciej Sadlok
Maciej Sadlok est un footballeur international polonais né le 29 juin 1989 à Oświęcim (Auschwitz) qui joue dans le club du Ruch Chorzów.
Il a commencé le football dans le petit club du Pasjonat Dankowice, avant de rejoindre les rangs de Ruch Chorzów en janvier 2007. Il a joué pour la première fois en championnat, le 21 juillet 2007.
Il a été appelé en équipe de Pologne des moins de 21 ans fin mars 2009 pour jouer contre la Lettonie, mais il n'a pas joué pour cause de maladie.

## Carrière joueur
- 2005-déc. 2006 :  Pasjonat Dankowice
- Jan. 2007-jan. 2011 :  Ruch Chorzów
- fév. 2011-2012 :  Polonia Varsovie
- 2012-2014 :  Ruch Chorzów
- 2014-2022 :  Wisła Cracovie
- 2022- :  Ruch Chorzów

## Carrière internationale
- 11 sélections (0 but)